# Фокин, Григорий Николаевич
Григорий Николаевич Фокин (1911—1945) — советский офицер-танкист, Герой Советского Союза (1942).
Во время Великой Отечественной войны командир роты тяжёлых танков КВ-1 479-го танкового батальона 6-й танковой бригады Юго-Западного фронта старший лейтенант Г. Н. Фокин отличился в районе Харькова, уничтожив 17 мая 1942 года 8 танков противника в одном бою с группой из 11 немецких танков.

## Биография
Родился 29 ноября 1911 года в селе Вёшки ныне Угранского района Смоленской области в семье крестьянина. Русский. Рано остался сиротой: отец погиб в Первую мировую войну, а в 1917 году умерла и мать. Окончив Вёшковскую начальную школу, с ранних лет начал работать. В 1932 году Григорий Фокин стал комсомольцем, активно участвовал в строительстве колхозов.
В 1933 году призван в РККА Знаменским РВК. Стал отличником боевой и политической подготовки и был направлен в танковую школу. Участвовал в походе РККА в Западную Белоруссию и в боях на Карельском перешейке во время советско-финской войны 1939—1940 годов. Член ВКП(б) с 1940 года. В 1941 году окончил курсы младших лейтенантов.
Участник Великой Отечественной войны с июня 1941 года. Защищал Москву и оборонял Сталинград (ныне Волгоград), был дважды ранен. Командир роты тяжёлых танков КВ-1 479-го танкового батальона 6-й танковой бригады Юго-Западного фронта старший лейтенант старший лейтенант Г. Н. Фокин отличился в районе Харькова.
17 мая 1942 года на своём танке вступил в бой с группой из 11 немецких танков (по другим данным — 14). Умело маневрируя на поле боя, он подставлял лобовую броню своего КВ-1, которая выдерживала все прямые попадания. В результате, он вплотную приблизился к противнику и в упор расстрелял 8 немецких танков (по другим данным — 7). Но и его машина была подбита и загорелась. Танкисты выбрались из машины и совместно с советскими стрелками приняли бой. Спешившийся экипаж отбил несколько атак, пока не подошла помощь. Подбитый танк был взят на буксир и эвакуирован в часть, и спустя некоторое время Г. Н. Фокин был снова в боях. Всего в боях 12-17 мая его рота уничтожила 16 немецких танков, 5 орудий, два дальнобойных орудия, 6 дзотов и до 150 солдат и офицеров. В этих же боях его сослуживец старший лейтенант В. П. Хазов подбил и сжёг свыше десяти танков противника, за что был награждён орденом Красного Знамени.
Указом Президиума Верховного Совета СССР «О присвоении звания Героя Советского Союза начальствующему составу Красной Армии» от 5 ноября 1942 года за «образцовое выполнение боевых заданий командования на фронте борьбы с немецкими захватчиками и проявленные при этом отвагу и геройство» гвардии старшему лейтенанту Григорию Николаевичу Фокину присвоено звание Героя Советского Союза с вручением ордена Ленина и медали «Золотая Звезда» (№ 760).
1 октября 1942 года на базе 6-й танковой бригады создан 19-й гвардейский танковый полк 2-й гвардейской механизированной бригады, где продолжил служить Г. Н. Фокин.
С декабря 1942 по апрель 1943 года помощник начальника штаба по разведке гвардии капитан Г. Н. Фокин построил свою работу в штабе таким образом, что командование полка всегда имело точные сведения о противнике и о своих войсках, поэтому у полка в целом были большие успехи во время боевых действий. За свою работу был награждён орденом Отечественной войны II степени (26 мая 1943).
Командир 19-го гвардейского танкового полка 2-й гвардейской механизированной бригады гвардии подполковник (по другим данным — майор) Г. Н. Фокин с боями дошёл до Австрии. В январе 1945 года полк отражал немецкие танковые контратаки в районе Будапешта. Только за 24 января было успешно отражено две крупные контратаки, советские танкисты записали на свой счёт 18 уничтоженных танков противника. За организацию прочной обороны командир 2-й гвардейской механизированной бригады гвардии полковник А. Т. Худяков представил гвардии подполковника Г. Н. Фокина к награждению орденом Красного Знамени, однако он был награждён орденом Отечественной войны I степени (11 марта 1945).
Погиб в бою 5 апреля 1945 года под населённым пунктом Унтер-Лиа (Австрия). Похоронен на площади Свободы в городе Будапешт.

## Награды и звания
Советские государственные награды и звания:
- Герой Советского Союза (5 ноября 1942);
- орден Ленина (5 ноября 1942);
- орден Красного Знамени (30 сентября 1942);
- орден Суворова III степени (20 апреля 1945);
- орден Отечественной войны I степени (11 марта 1945);
- орден Отечественной войны II степени (26 мая 1943).